# Takamatsu
Takamatsu (japanisch 高松市, -shi, wörtlich: hohe Kiefer) ist eine Großstadt und Verwaltungssitz der japanischen Präfektur Kagawa. Sie liegt an der japanischen Seto-Inlandsee im Norden der Insel Shikoku. Mit dem Hafen als Zentrum zieht sie sich landeinwärts durch die küstennahe Ebene und ist an den Rändern von Bergen und Hügeln eingegrenzt.

## Klima
Klimatisch ist Takamatsu recht mild, Schnee ist selten und im Sommer ist es heiß und schwül. Die Kirschblüte ist meist Anfang April oder Ende März, die Regenzeit im Juni.

## Geschichte
Takamatsu ist eine alte Burgstadt, die vor allem durch die Fürsten Matsudaira aus dem Hause Mito geprägt wurde, die von 1648 bis 1868 hier regierten. Offiziell gegründet wurde die Stadt am 15. Februar 1890, sie war allerdings schon seit der Edo-Zeit ein politisches und wirtschaftliches Zentrum der Region, da der Matsudaira-Klan Takamatsu zur Hauptstadt ihres Lehens machte.
Am 26. September 2005 und am 10. Januar 2006 wurden die Gemeinden Shionoe, Mure, Aji, Kagawa, Konan und Kokubunji in die Stadt eingemeindet.

## Verkehr
Bis zur Fertigstellung der Seto-Brücke im Jahr 1988 war Takamatsu ein wichtiger Fährhafen für die Verbindung zur Hauptinsel Honshu. So ist noch heute der Bahnhof ein Kopfbahnhof, in dem der Zug zur Weiterfahrt nach Tokushima wenden muss. Züge fahren ab dem Shinkansen-Bahnhof Okayama regelmäßig über die Seto-Ohashi nach Takamatsu. Der Flughafen Takamatsu liegt etwa ¼ Stunde entfernt von der Stadt.
| - Zug: - JR Yosan-Linie - JR Kōtoku-Linie |  |  | - Straße: - Takamatsu-Autobahn - Nationalstraße 11: nach Tokushima und Matsuyama - Nationalstraßen 30, 32, 193, 377, 436, 492 |

## Wirtschaft und Infrastruktur
Bekannte Produkte aus Takamatsu und Umgebung sind Bonsai, Udon, die hier Sanuki-Udon heißen, und Lackwaren in speziellen Techniken.
In Takamatsu befindet sich der Hauptcampus der Universität Kagawa, die 2003 aus der Vereinigung mehrerer schon bestehender Hochschulen entstanden war.
Das Obergericht Takamatsu ist eines von acht japanischen Obergerichten und hat seinen Sitz in Takamatsu.
Im Jahr 1904 wurde die römisch-katholische Apostolische Präfektur Shikoku errichtet, die 1963 zum Bistum Takamatsu erhoben wurde und ihren Sitz in der Stadt hatte. Im August 2023 wurde das Bistum aufgelöst und in das Erzbistum Osaka-Takamatsu eingegliedert.

## Sehenswürdigkeiten

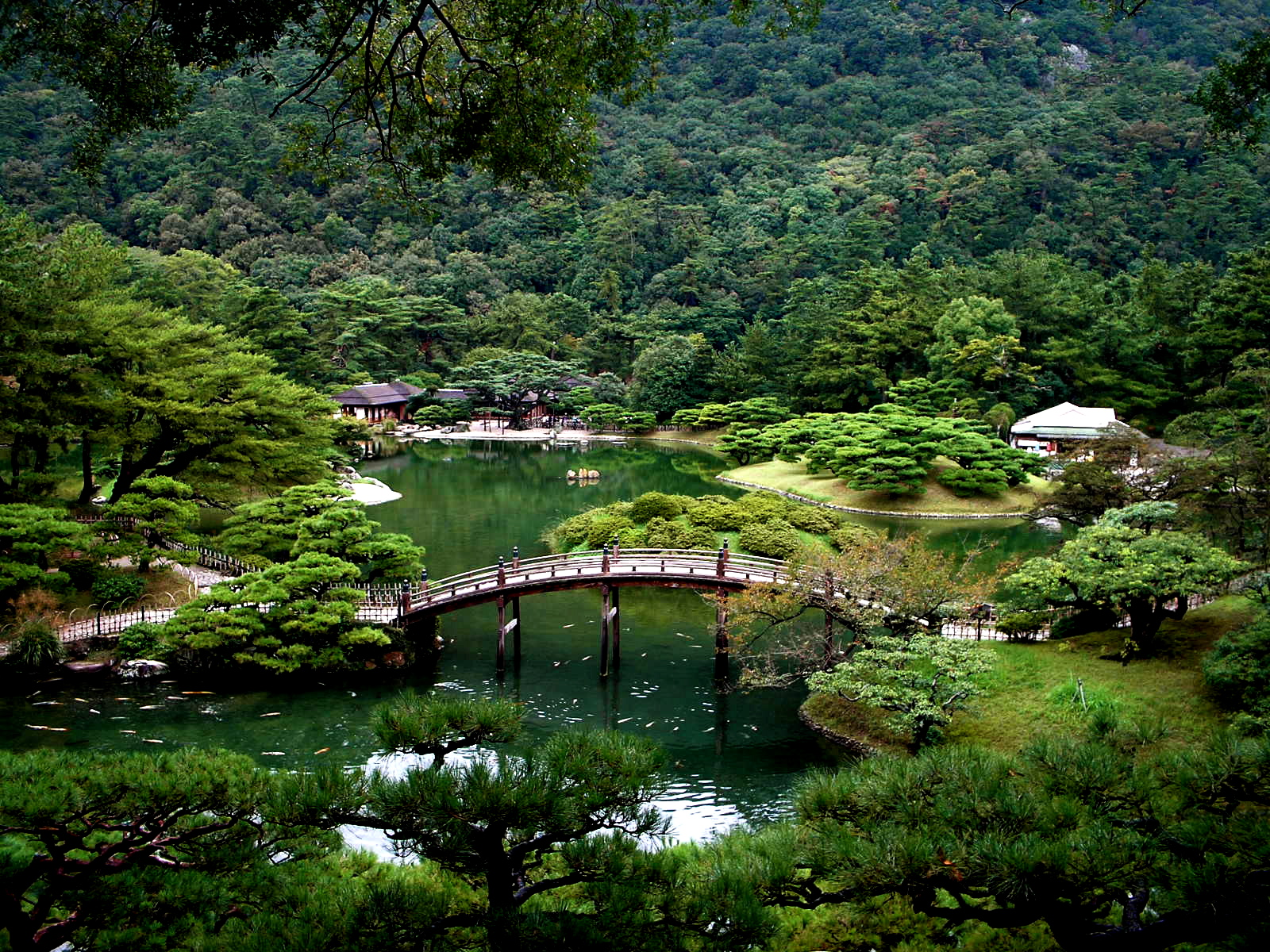
Ritsurin-Park

Berühmt ist Takamatsu für den Landschaftsgarten Ritsurin-kōen. Am Hafen stand früher einmal die Burg Takamatsu (Takamatsu-jō), von der Reste erhalten sind. Die Burg ist heute Teil eines Parks (Tamamo-kōen).
Am Rande der Stadt im Osten liegt die Halbinsel Yashima mit einem Tempel (Yashima-dera), der Teil des berühmten 88-Tempel-Pilgerweges auf Shikoku ist. Zu Füßen des Yashima-Lavaplateaus liegt Shikoku-Mura, ein Freilichtmuseum, in dem verschiedene Gebäude aus ganz Shikoku zusammengetragen sind, von einer Hängebrücke über eine einfache Fischerhütte bis hin zur Sojasaucenbrauerei. Auch ist diese Stelle berühmt als Schauplatz der Schlacht von Yashima, einer historischen Schlacht zwischen den verfeindeten Familien Genji und Heike.
Im Westen der Stadt erhebt sich ein ähnlicher Berg, der bis in das Meer hineinreicht: Goshikidai. Hier befinden sich ebenfalls zwei Tempel der Pilgerwege Shiramine-ji und Negoro-ji.
Weitere Sehenswürdigkeiten sind:
| - Tamamo-kōen - Yashima - Yashima-ji (Tempel) - Goshikidai - Megijima und Ogijima - Sun-Port Takamatsu - Honen-ji (Tempel) - Tamura-Schrein - Kinashi (Bonsai-Herstellung) - Mineyama-Park - Kinbuchi Forest Park |  |  | - Museen: - Takamatsu Historical Museum - Shikokumura-Freilichtmuseum - Takamatsu City Museum of Modern Arts |

## Städtepartnerschaften
- Saint Petersburg, Vereinigte Staaten, seit 1961
- Hikone, Japan, seit 1966
- Mito, Japan, seit 1974
- Tours, Frankreich, seit 1988
- Nanchang, Volksrepublik China, seit 1990
- Yurihonjō, Japan, seit 1999

## Söhne und Töchter der Stadt
- Tanimoto Tomeri (1867–1946), Erziehungswissenschaftler
- Ōsugi Sakae (1885–1923), sozialistischer, später anarcho-syndikalistischer Aktivist, Publizist und Theoretiker
- Kikuchi Kan (1888–1948), Schriftsteller
- Ashihara Yoshishige (1901–2003), Unternehmer
- Tatsuyoshi Miki (1904–1966), Tennisspieler
- Narita Tomomi (1912–1979), Politiker
- Kazumi Maki (1936–2008), theoretischer Festkörperphysiker
- Sōshichi Uchii (* 1943), Wissenschaftsphilosoph
- Kiyoto Fujiwara (* 1953), Jazz-Bassist
- Ayako Uehara (* 1980), Pianistin
- Naohiro Kawakita (* 1980), Hürdenläufer
- Ryōta Noguchi (* 1986), Fußballspieler
- Satoru Uyama (* 1991), Fechter
- Masahiro Teraoka (* 1991), Fußballspieler
- Mana Ōyama (* 1992), Handballspielerin
- Nao Kusaka (* 2000), Ringer